# Kapellen (Belgien)
Kapellen ist eine belgische Gemeinde in der Provinz Antwerpen mit 27.782 Einwohnern (Stand: 1. Januar 2024). Sie erstreckt sich über eine Fläche von 37,11 km² und weist somit eine Bevölkerungsdichte von 749 Einwohnern/km² auf. Die Bevölkerung ist überwiegend Flämisch sprechend.

## Söhne und Töchter der Gemeinde
- Frans Daneels (* 2. April 1941), katholischer Ordensgeistlicher, Kurienbischof
- Christine Soetewey (19. August 1957), Leichtathletin
- Sam Bettens (* 23. September 1972), Sänger
- Thomas Vermaelen (* 14. November 1985), Fußballspieler
- Mathieu van der Poel (* 19. Januar 1995), Radrennfahrer

## Weblinks

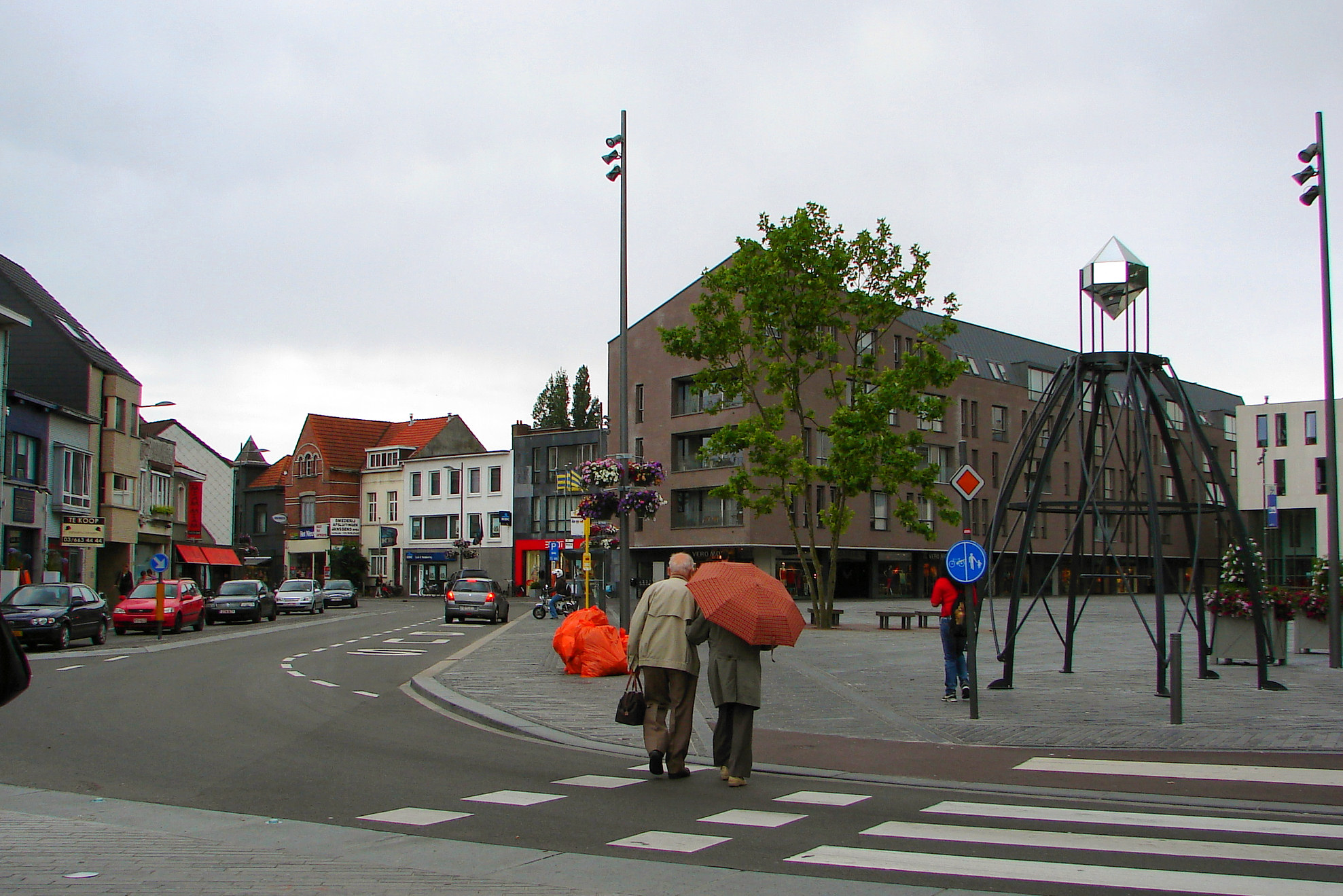
Centrum